# Lazsani (Dolneni)
Lazsani (macedónul: Лажани) település Észak-Macedóniában, a Pelagonijai körzet Dolneni járásában.

## Népesség
| Lakosok száma | 1170 | 1239 | 1397 | 1709 | 1954 | 1958 | 1827 | 1864 | 1755 |
|               | 1948 | 1953 | 1961 | 1971 | 1981 | 1991 | 1994 | 2002 | 2021 |

2002-ben 1864 lakosa volt, akik közül 1054 bosnyák, 402 török, 278 macedón, 108 albán és 22 egyéb.